# Герб принца Астурийского

Герб принцессы Астурийской, утверждённый Королевским указом 979 от 30 октября 2015 года.

Герб принцессы Астурийской (исп. Escudo de armas de la princesa de Asturias) — личный герб принца или принцессы Астурийской, который (которая) является наследником испанского престола. С 19 июня 2014 года этот титул носит принцесса Леонор де Тодос лос Сантос де Бурбон и Ортис Испанская, старшая дочь короля Филиппа VI и его жены Летисии. Действующий герб принцессы Астурийской утверждён Королевским указом 979 от 30 октября 2015 года, который является поправкой к Королевскому декрету 1511 от 21 января 1977 года; данным указом также утверждён вид личного штандарта принцессы и её личного военного флажка.

## Официальное описание
Щит разделен на четыре части, которые содержат следующие изображения:
- 1-я четверть, золотой трёхбашенный замок на красном фоне с лазурными воротами и окнами, символизирующий Кастилию;
- 2-я четверть — на серебряном фоне пурпурный лев с раскрытой пастью, увенчанный короной, символизирующий Леон;
- 3-я четверть — чередующиеся золотые и четыре красные полосы, символизирующие Арагон;
- 4-я четверть — на красном фоне цепи, образующие крест с зелёной точкой в центре, символизирующие Наварру.

Внизу на серебряном фоне, два зелёных листа с символическим плодом граната, символизирующим Гранаду.
В центе щита на лазурном фоне с красной каймой три геральдических лилии — символ династии Бурбон-Анжу.
Щит окружён цепью ордена Золотого руна и увенчан изображением геральдической короны наследного принца Астурийского — золотой короной с драгоценными камнями, с восемью розетками и восемью вкраплёнными жемчужинами, закрытыми сверху восемью полусферами, из которых пять видны, также украшенными жемчугом и увенчанными крестом на символическом изображении земного шара.
На поле щита нанесены бризуры — ламбель в виде трёх лазурных прямоугольников, используемых наследниками испанской ветви Габсбургов.

## История
| Гербы                                             | Период                                            | Комментарии |
| ------------------------------------------------- | ------------------------------------------------- | --- |
|                                                   | 1388-1468                                         | Гербы, использовавшееся в XIII—XIV веках принцем Астурийским и другими наследниками трона Кастилии до того, как был принят титул, были королевскими гербами без бризур, однако инфанты бризуры использовали. |
|                                                   | 1468-1474                                         | Принцесса Изабелла (Изабелла I как королева Кастилии) использовала королевский герб Кастилии и добавила к нему изображение орла Святого Иоанна в качестве щитодержателя. В 1473 году герб принцессы Изабеллы не имел изображения короны и орла Святого Иоанна. |
|                                                   | 1478-1497                                         | На гробнице Хуана Арагонского, принца Астурии и Жироны, расположенной в монастыре Св. Томаса в Авиле, изображён герб католических королей без короны с щитодержателем — орлом Святого Иоанна, и два путто, часто используемых как скульптурное украшение, но не элемент испанской королевской геральдики. |
| 1506—1516                                         | 1506—1516                                         | Когда Габсбурги унаследовали короны Кастилии и Арагона, наследники добавили на эти гербы бризуры, как это было принято во многих европейских монархиях. Принц Карл (Карлос I как король Испании и Карл V как император Священной Римский империи) использовал гербы своих предков — «Четырёхчастный щит, изображающий Австрию, новую Бургундию, старую Бургундию, Брабант и Фландрию» — с серебряной надписью. Принц Карл не использовал гербы Кастилии и Арагона и не выступал в качестве принца Астурийского. |
|                                                   | 1528-1556                                         | Принц Филипп (Филипп II как король Испании и Филипп I как король Португалии) использовал герб своего отца, с бризурами серебряными или лазурными. Герб принца Филиппа был помещён на многих его доспехах, которые в настоящее время хранятся в Королевской Оружейной палате в королевском дворце в Мадриде. Иногда Филипп также использовал герб своего отца без бризур.. |
|                                                   | 1560-1568                                         | В 1568 году принц Карлос, старший сын Филиппа II, умер, и согласно посланию Амбросио Моралеса о гробнице принца, Карлос использовал королевский герб, но с «лазурным бризуром с тремя точками». Принц Карлос также использовал королевский герб с серебряным бризуром. |
|                                                   | 1584-1598                                         | Принц Филипп III (Филипп III, как король Испании и Филипп II как король Португалии) иногда использовал в своём гербе новый серебряный вариант бризура. |
|                                                   | 1608-1665                                         | Старший сын Филиппа III, принц Филипп IV (Филипп IV, как король Испании и Филипп III как король Португалии), использовал королевский герб с серебряным или лазурным бризуром. Сын Филиппа, принц Бальтазар Карлос использовал те же отличия. |
|                                                   | 1707-1761 1761-1931                               | Гербы наследников Дома Бурбонов почти не отличались от королевских. Гербовый король Испании Хуан Хосе Вилар и Псайла (1830—1894) отметил, что герб принца Астурийского отличается лишь короной из четырёх полуарок, в то время как геральдическая корона испанского монарха имеет восемь полуарок с момента правления Филиппа V (1700—1746).. |
| 1971-1975 1977-2001 (Фактически не использовался) | 1971-1975 1977-2001 (Фактически не использовался) | Подробнее см. Герб принца Испании |
|                                                   | 2001-2014                                         | Герб, использовавшийся будущим королем Филиппом VI, как принцем Астурийским, имел бризуру из трёх лазурных зубцов, традиционную для наследников престола испанских Габсбургов. Герб принца Фелипе был принят Королевским указом 284 от 16 марта 2001 года, которым также были утверждены его регламент и личный и штандарт. |